# Piscina Mario Ravera
La piscina Mario Ravera è un impianto sportivo per le attività natatorie sito all'interno di un palasport multifunzionale a Chiavari.

## Storia e descrizione
Agli inizi del XXI secolo la piscina del Lido di Chiavari necessitava di interventi di ristrutturazione: gli iniziali progetti in tal senso vennero abbandonati dall'amministrazione comunale in favore della costruzione di un nuovo palasport. Fu avviato un intervento urbanistico che previde la demolizione di un cinema e la realizzazione di largo Pessagno, terminato nel 2003 con l'inaugurazione della piscina intitolata all'ex allenatore della Chiavari Nuoto Mario Ravera. All'interno del complesso è inoltre presente la palestra Guido Figone utilizzata dalla Pro Chiavari.
La piscina venne ristrutturata nel 2016 ed ha una capienza di circa 300 spettatori.

## Società beneficiarie
La piscina Mario Ravera ospita le partite casalinghe di pallanuoto della Chiavari Nuoto. Dal 2003 al 2008 tali incontri furono validi per il campionato di Serie A1.